# Victor Müller

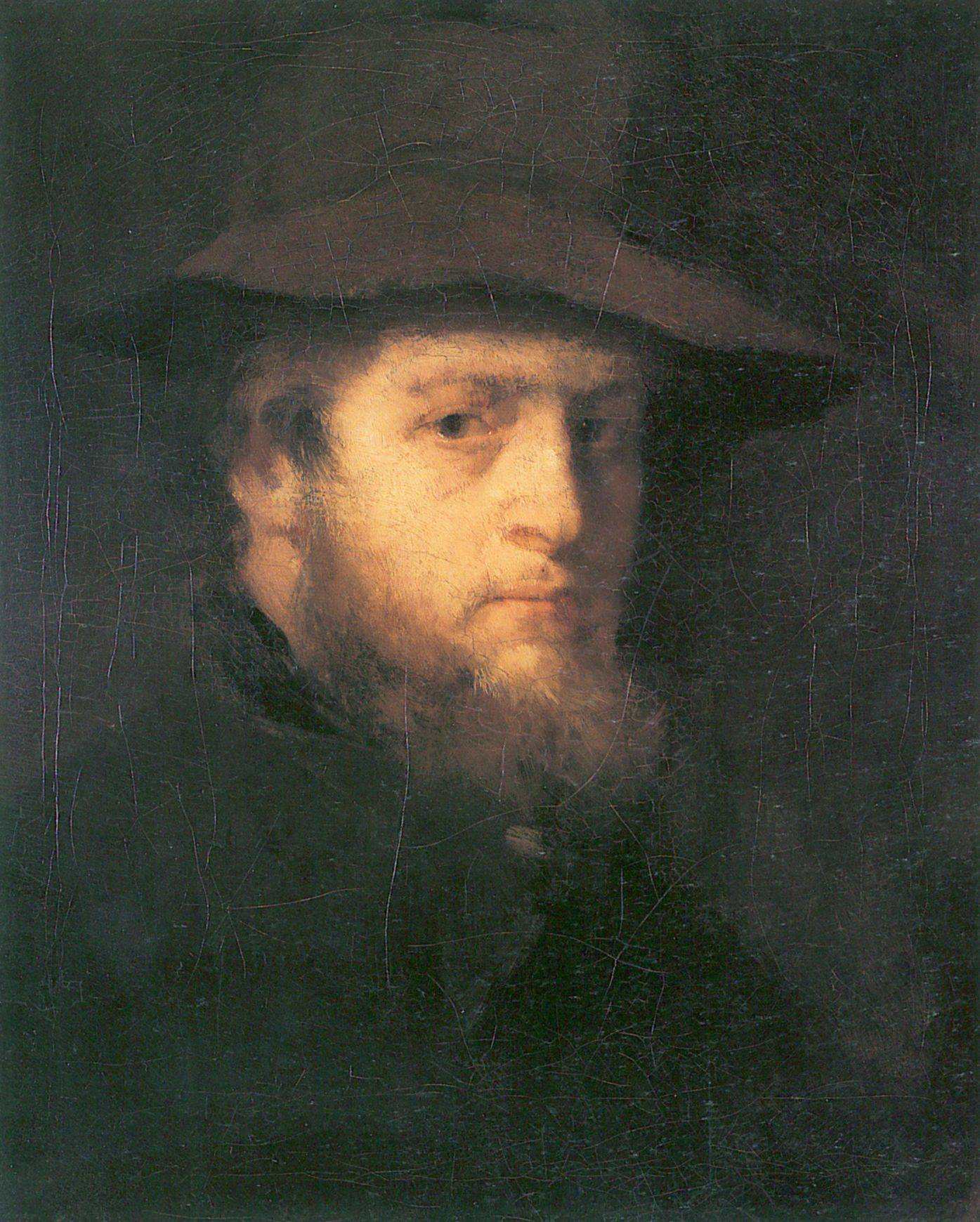
Victor Müller.

Victor Müller, född 29 mars 1830, död 21 december 1871, var en tysk målare.
Müller var elev vid akademin i Antwerpen och hos Thomas Couture i Paris, från 1865 var han bosatt i München. Han framställde främst litterära och historiska genrebilder i en kraftig färgskala. Bland Müllers huvudarbeten märks bland andra Skogsnymf, Hamlet vid Ofelias grav, samt Tannhäuser i Venusberget.